# Orgères (Ille-et-Vilaine)
Orgères (bret. An Heizeg) – miejscowość i gmina we Francji, w regionie Bretania, w departamencie Ille-et-Vilaine.
Według danych na rok 1990 gminę zamieszkiwało 2537 osób, a gęstość zaludnienia wynosiła 155 osób/km² (wśród 1269 gmin Bretanii Orgères plasuje się na 230. miejscu pod względem liczby ludności, natomiast pod względem powierzchni na miejscu 614.).